# Geoff Nicholls
Pour les articles homonymes, voir Nicholls.
Geoff Nicholls est un claviériste, guitariste et multi-instrumentiste britannique, né le 29 février 1948 à Birmingham et mort le 28 janvier 2017. 
Il est connu pour avoir été le claviériste de Black Sabbath de 1979 à 2001.

## Biographie
Geoff jouait de la guitare pour les groupes de Birmingham The Boll Weevils, The Seed, Johnny Neal and The Starliners ainsi que l'orgue avec la formation psychédélique World Of Oz.
Nicholls avait été initialement choisi comme second guitariste lorsque Black Sabbath doutait même qu'ils continueraient sous ce nom. Nicholls est ensuite passé à la basse lorsque Geezer Butler est parti brièvement, puis est devenu le claviériste du groupe au retour de celui-ci et à la décision de conserver le nom Sabbath. La première apparition de Nicholls sur un album de Black Sabbath a eu lieu sur l'album Heaven and Hell (1980), et il a été crédité comme claviériste pour chaque sortie de Sabbath de cette époque jusqu'au dernier album studio 13 (2013), bien qu'il ne soit pas membre officiel avant 1986. Il est resté jusqu'en 1991, il a ensuite retrouvé le statut de membre de 1993 à 1996. Il est redevenu membre non officiel depuis la réunion avec Ozzy Osbourne en 1997. Bien que son rôle principal avec Sabbath était aux claviers, Nicholls a également joué de la guitare rythmique lors des tournées, par exemple pendant le solo de Tony Iommi dans "Snowblind" et quelques chansons lors des tournées Headless Cross (1989) et Forbidden (1995).
L'engagement de Nicholls dans le groupe a pris fin lorsque Adam Wakeman (membre du groupe solo d'Ozzy Osbourne) a été choisi pour jouer des claviers lors des tournées de Sabbath en 2004 et 2005 dans le cadre du Ozzfest, et Scott Warren (Dio) s'est vu confier la tâche de jouer des claviers lors du Heaven & Hell 2007 Tour.
Jusqu'à son décès, Nicholls jouait avec l'ancien chanteur de Black Sabbath, Tony Martin, et son groupe le Tony Martin Band. Nicholls avait déjà joué sur les deux albums solo de Martin et les tournées qui suivirent.

### Mort
Geoff Nicholls meurt d'un cancer du poumon le 28 janvier 2017 à l'âge de 68 ans.

## Discographie

### Quartz
- 1977 : Quartz
- 2013 : Live and Revisited (live)
- 2016 : Fear No Evil

### Black Sabbath
| - 1980 : Heaven And Hell - 1981 : Mob Rules - 1983 : Born Again - 1986 : Seventh Star - 1987 : The Eternal Idol - 1989 : Headless Cross - 1990 : Tyr - 1992 : Dehumanizer - 1994 : Cross Purposes - 1995 : Forbidden | - 1982 : Live Evil - 1995 : Cross Purposes Live - 1998 : Reunion - 2007 : Live At Hammersmith Odeon - 1996 : The Sabbath Stones - 2007 : The Dio Years - 2008 : The Rules of Hell - Coffret 5 CD |

### Tony Martin
- 1992 : Back Where I Belong
- 2005 : Scream

### Tony Iommi
- 2004 : The 1996 DEP Sessions